# 粟屋元秀
粟屋 元秀（あわや もとひで）は、戦国時代の武将。毛利氏の家臣。

## 生涯
粟屋氏は、建武3年（1336年）に毛利時親の安芸国下向に従った粟屋親義の曾孫・粟屋春義の次男・義之を祖とする。
延徳2年（1490年）8月、毛利弘元から安芸豊島150貫を与えられた。元秀は大内義興に従って出陣した毛利興元に付き従い、永正4年（1507年）から4年間、京に進駐し、永正6年（1509年）閏8月に興元から備前国津田郷のうち石道名や末数名などを宛行われた。永正14年（1517年）の有田中井手の戦いにも従軍し、その功績もあって、毛利元就に重用された。
大永3年（1523年）に毛利幸松丸が夭折すると、毛利家中で毛利元就と相合元綱との間に後継者争いが勃発した。元秀は、その頃の粟屋家当主であった粟屋元国と毛利家の執政であった志道広良の指示を受けて、神仏詣を名目として上京。12代将軍・足利義晴の支持を取り付け、元就に家督を継がせることに成功。元就家督相続時の宿老15名の連署状に「粟屋備前守元秀」の署名も確認される。同年10月、元就から安芸東西条の内に給地を宛行われた。
享禄5年（1532年）7月13日の毛利氏家臣団32名が互いの利害調整を元就に要請した連署起請文では10番目に「粟屋備前守元秀」と署名している。
没年は不明。